# Charlie Lewis
Louis Charles „Charlie“ Lewis (* 16. Oktober 1903 in Chattanooga (Tennessee); † unbekannt) war ein US-amerikanischer Jazzpianist, der meist in Frankreich arbeitete.

## Leben und Wirken
Charlie Lewis, der Afroamerikaner war und sich auch „Dizzy“ nannte, begann seine Musikerkarriere bei Jimmie Lunceford, bevor er in den späten 1930er-Jahren nach Europa zog. 1938 nahm er in Stockholm und Kopenhagen mit Leon Abbey auf. Ab 1940 lebte er in Frankreich, wo er im März mit Django Reinhardt und dem Orchestre de Chez „Jimmy“ spielte. Am 22. März 1940 folgte eine weitere Studiosession, bei der Lewis mit dem Gitarristen aufnahm (Django’s Music) und die Titel „Tears“, „Limehouse Blues“, „Daphne“ und „At the Jimmy’s Bar“ entstanden.
In den folgenden Jahren arbeitete er in Frankreich und Belgien u. a. auch mit Alix Combelle, Philippe Brun, Hubert Rostaing, Aimé Barelli, Michel Warlop, Alex Renard, Christian Wagner und Maceo Jefferson.
Im Juni 1941 hatte Lewis Gelegenheit, für Pathé im Triobesetzung (mit dem Bassisten Sigismond Beck und den Schlagzeugern Pierre Fouad und André Jourdan) eine Reihe von populären Jazznummern wie „Tea for Two“,  „Night and Day“ oder „Honeysuckle Rose“ einzuspielen. 1943 arbeitete er in Brüssel mit André Ekyan.
Unter eigenem Namen legte Lewis in dieser Zeit eine Reihe von Platten vor, u. a. als Charlie Lewis and His Rhythm (mit Emmanuel Soudieux und Jerry Mengo) die Titel „Long Ago and Far Away“ und „April in Paris“ 1945 für Blue Star, als Charles Louis (um die Nazi-Behörden zu täuschen) „Bonsoir, Jolie Madame/Tout Ca, C’est Pour Nous“ und als Charlie Lewis Trio die Nummern Coquette und Some of These Days.
Als Afroamerikaner der deutschen Besatzungsmacht suspekt, wurde er von den Nationalsozialisten in ein Internierungslager gesteckt. Nach der Befreiung von Paris spielte er im Sextett von Jerry Mengo und im Big Boy Trio von Frank „Big Boy“ Goodie mit dem Schlagzeuger Benny Bennett („What Is This Thing Called Love“).
Ende 1946 wirkte Lewis bei einer Jamsession für das Label Swing mit (u. a. mit George Kennedy, Frank „Big Boy“ Goudie, Jean-Pierre Sasson, Georges Hadjo und Benny Bennett); 1949 nahm er (als Charley Lewis) mit Buck Clayton auf (zu hören in „Swingin’ at Sundown“ und „Sugar Blues“), im Oktober 1949 und noch 1952 mit Sidney Bechets All Star Band. Im Bereich des Jazz war er zwischen 1938 und 1952 an 26 Aufnahmesessions beteiligt.